# Landschaftspark Mühlenhunte

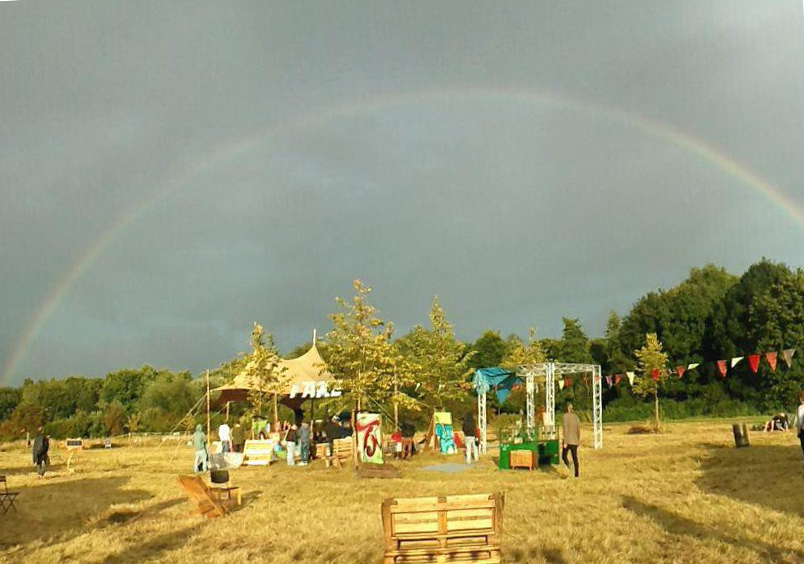
Blick auf die Lazaruswiese während des Kunst- und Kulturfests Freifeld»Jurten, 2016

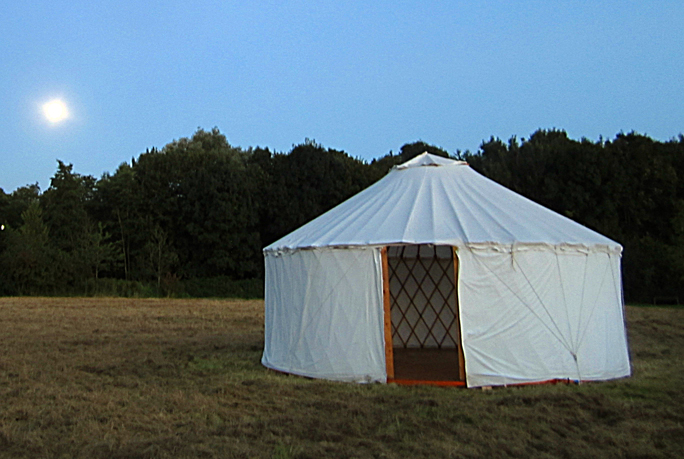
Jurte auf der Lazaruswiese, 2016

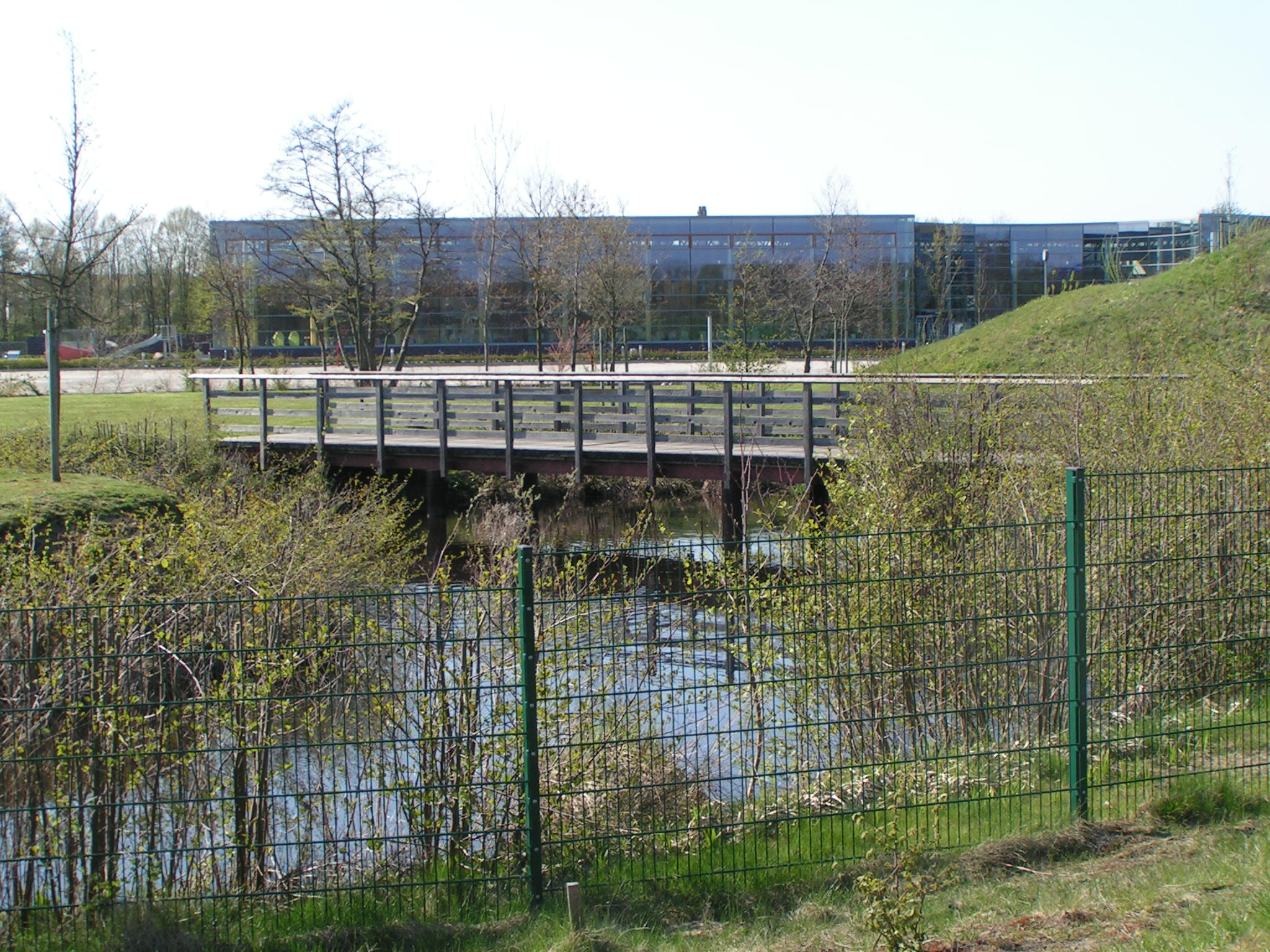
Mühlenhunte am Flussbad

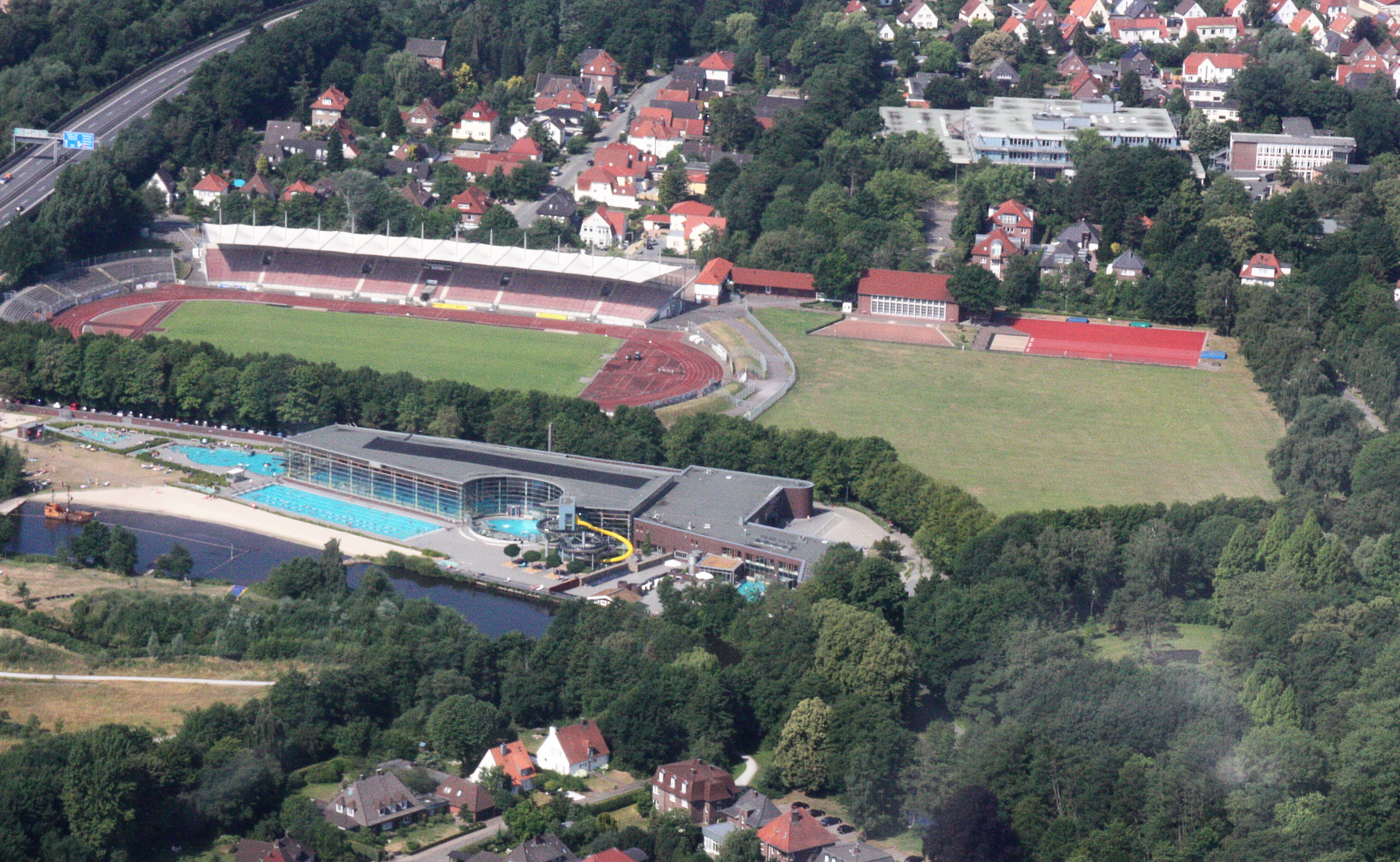
OLantis, unten links Mühlenhunte und Lazaruswiese

Der Landschaftspark Mühlenhunte ist ein 6 Hektar großer Landschaftspark, der 2006 auf der Lazaruswiese im Südosten der Stadt Oldenburg in Niedersachsen, Deutschland, angelegt wurde. Er ist Teil des 14 Hektar großen Landschaftsschutzgebiets Mühlenhunte.
Durch den Park fließt ein Teilstück der alten Hunte, die dem Betrieb zweier bereits im Jahr 1345 erwähnten Mühlen diente. Bis 1982 gehörte die Lazaruswiese zur Hunte-Flussniederung, dann wurde sie aufgeschüttet. Zusammen mit der Einrichtung des Flussbades OLantis im Jahr 2006 erhielt die Mühlenhunte ein neues, naturnah gestaltetes Bett, und die etwa 40.000 Quadratmeter große Lazaruswiese wurde 2006 zu einem Landschaftspark und Naherholungsgebiet umgestaltet. Außerhalb des Freibad-Geländes wurde der Wiesenbereich mit locker stehenden, blühenden Baumreihen und Hecken gestaltet, um den Eindruck einer Auenlandschaft zu bieten. Ein kleines Arboretum wurde angelegt.
Im Jahr 2016 veranstaltete Freifeld e.V. mit Freifeld»Jurten ein zweiwöchiges Kunst- und Kulturfest auf der Lazaruswiese.